# Giovanni Battista dal Legname
Giovanni Battista dal Legname (Padova, fine Trecento o inizi Quattrocento – Ferrara, 6 aprile 1455) è stato un vescovo cattolico italiano.

## Biografia
Figlio di Leonardo, nobile padovano, era fratello del ben più celebre vescovo Francesco e visse sostanzialmente nella sua ombra.
Dopo essersi addottorato in diritto presso l'università di Padova, con l'elezione di papa Eugenio IV (il veneziano Gabriele Condulmer) si trasferì alla Curia romana al seguito del fratello. Da questo momento iniziò una rapida carriera ecclesiastica che lo vide accumulare un gran numero di cariche: secondo Angelo Maria Querini venne nominato canonico della cattedrale di Verona, decano della cattedrale di Torcello e decano della cattedrale di Brescia; di certo nel 1437 era chierico della Camera Apostolica e sempre con questo titolo partecipò alla sesta sessione del concilio di Ferrara, l'11 novembre 1438.
Nel luglio 1443, alla morte del vescovo Daniele Scoti, venne messo a capo della diocesi di Concordia. Interessante una delibera del Senato veneziano risalente al 27 luglio, nella quale si attesta la volontà del pontefice di creare vescovo un certo fratello di Francesco dal Legname: Giovanni Battista era quindi di fatto sconosciuto e la sua ascesa fu favorita esclusivamente dall'illustre parentela.
La consacrazione e l'entrata in diocesi dovettero avvenire ben più tardi, infatti nel luglio 1444 era ancora vescovo "electus". In quella data Eugenio IV, dopo averlo nominato nunzio e oratore pontificio, lo mandava in Inghilterra assieme al protonotario apostolico Giovanni Castiglione, allo scopo di riscuotere una decima straordinaria per fronteggiare la minaccia ottomana. Il compito non era facile in quanto da tempo il clero britannico era assai riluttante ad obbedire a Roma; in aggiunta, il regno era segnato da una difficile situazione economica e politica, con la guerra dei cent'anni ancora in corso, re Enrico VI da poco maggiorenne e i gli scontri interni che preludevano alla guerra delle due rose. La legazione tornò a Roma con una cifra misera (appena seimila ducati), tanto che il papa, per nulla soddisfatto, due anni dopo rinnovò le disposizioni sulla decima all'arcivescovo di Canterbury.
Dopo essere stato consacrato, il 20 giugno 1445 il dal Legname si insediò solennemente a Concordia. La diocesi stava subendo una rapida decadenza, legata sia a questioni ambientali (impaludamento del territorio e epidemie) che politiche (guerre e saccheggi).
A ciò si aggiungeva un annoso conflitto tra l'autorità vescovile e il capitolo dei canonici, detentore quest'ultimo della giurisdizione su varie pievi e ville, con benefici annessi. Da questi attriti si erano originate gravose situazioni come l'opposizione del capitolo al trasferimento della sede diocesana a Portogruaro - dove peraltro già da tempo i vescovi preferivano risiedere; lo spostamento era stato a suo tempo sancito da papa Martino V ma, in seguito alle proteste dei canonici che temevano una perdita dei propri privilegi, era stato annullato da Eugenio IV. O, ancora, la riedificazione del palazzo vescovile che fu finanziata esclusivamente da dal Legname (1444).
Secondo Roberto Cessi, si inserisce in quest'ambito anche la convocazione di un sinodo generale (4 agosto 1450), durante il quale furono promulgati, mediante l'intervento di esperti padovani e friulani, gli statuti della diocesi, risolvendo la secolare confusione che aveva caratterizzato sino ad allora la legislazione locale. Vista la sua formazione, non si può escludere un coinvolgimento diretto del vescovo.
Dopo questi fatti, il dal Legname non sembra essersi troppo preoccupato delle sorti della sua sede, impegnato com'era nella carriera in Curia. Nel 1446, infatti, era luogotenente del tesoriere papale; carica, quest'ultima, ricoperta dal fratello Francesco che poco dopo lo creava proprio coadiutore nella diocesi di Ferrara, essendone stato nominato vescovo nell'agosto 1446 senza però prenderne subito possesso. Gli storici citano diverse altri incombenze, ma mancano conferme nei documenti dell'epoca.
Come raccontano alcuni, spirò per un malore che lo aveva colpito durante un banchetto a Venezia (dove era in missione per conto di papa Niccolò V). Trasferito a Ferrara, vi morì poco dopo.
Venne sepolto presso l'altare maggiore della cattedrale e sulla sua tomba fu posto un epitaffio composto dal fratello. Come aveva disposto nel testamento, lasciò alla sacrestia della cattedrale di Concordia paramenti, arredi e oggetti di culto per 500 ducati, mentre al capitolo andavano parte della sua biblioteca e 100 ducati per celebrare annualmente messe in suo suffragio. Nominò Francesco esecutore testamentario, ma questi, dovendo di lì a poco recarsi a Roma per la morte di Niccolò V, chiamò a sostituirlo il canonico e umanista Jacopo da Lionessa.
La sua collezione di libri comprendeva, tra l'altro, il De amicitia con i Paradoxa di Cicerone e il De vita solitaria del Petrarca ed altri scritti di quest'ultimo. Come il fratello, dunque, fu un amante della letteratura "umana" e predilesse anche autori moderni; inoltre, grazie ai numerosi soggiorni a Ferrara, entrò probabilmente in contatto con gli intellettuali che gravitavano attorno alla corte estense, quali Giovanni Aurispa e soprattutto Guarino Veronese (amico di suo fratello). Fu amico di Francesco Barbaro e ci restano due missive indirizzategli da quest'ultimo; in una gli raccomandava di cercargli nell'abbazia di Pomposa - di cui fu di certo un frequentatore - alcuni testi, forse i Commentarii di Ilario di Poitiers.